# Горни Кот
Горни Кот (на словенски: Gornji Kot) е село в Словения, регион Югоизточна Словения, община Жужемберк. Според Националната статистическа служба на Република Словения през 2015 г. селото има 56 жители.